# Liga Mexicana de Béisbol 1997
La Temporada 1997 de la Liga Mexicana de Béisbol fue la edición 73. Los Tigres Capitalinos se coronaron campeones ganando la Serie Final 4 juegos a 1 a los Diablos Rojos del México, para así conseguir su sexto título en su historia. El mánager campeón fue Dan Firova.
Para esta temporada no hubo cambios de sede. Por segundo año consecutivo, se jugó bajo el formato de tres zonas (norte, centro y sur) que se había establecido desde 1996. El calendario constaba de 122 partidos divididos en 2 vueltas.

## Equipos participantes
| Liga Mexicana de Béisbol 1997 |                              |           |                                             |                          |             |
| Zona                          | Equipo                       | Fundación | Ciudad                                      | Estadio                  | Capacidad   |
| Norte                         | Acereros del Norte           | 1974      | Monclova, Coahuila                          | Monclova                 | 8,500       |
| Norte                         | Algodoneros de Unión Laguna  | 1940      | Torreón, Coahuila                           | Revolución               | 9,500       |
| Norte                         | Broncos de Reynosa           | 1963      | Reynosa, Tamaulipas                         | Adolfo López Mateos      | 10,000      |
| Norte                         | Saraperos de Saltillo        | 1970      | Saltillo, Coahuila                          | Francisco I. Madero      | 16,000      |
| Norte                         | Sultanes de Monterrey        | 1939      | Monterrey, Nuevo León                       | Monterrey                | 22,061      |
| Norte                         | Tecolotes de los Dos Laredos | 1940      | Nuevo Laredo, Tamaulipas Laredo, Texas      | La Junta Veterans Field  | 7,800 5,000 |
| Centro                        | Diablos Rojos del México     | 1940      | México, D. F.                               | Seguro Social            | 25,000      |
| Centro                        | Guerreros de Oaxaca          | 1996      | Oaxaca, Oaxaca                              | Eduardo Vasconcelos      | 7,200       |
| Centro                        | Petroleros de Poza Rica      | 1958      | Poza Rica, Veracruz                         | Heriberto Jara Corona    | 10,000      |
| Centro                        | Rieleros de Aguascalientes   | 1975      | Aguascalientes, Aguascalientes              | Alberto Romo Chávez      | 6,494       |
| Centro                        | Tigres Capitalinos           | 1955      | México, D. F.                               | Seguro Social            | 25,000      |
| Sur                           | Langosteros de Quintana Roo  | 1996      | Cancún, Quintana Roo Chetumal, Quintana Roo | Beto Ávila Nachan Ka'an  | 9,500 5,000 |
| Sur                           | Leones de Yucatán            | 1954      | Mérida, Yucatán                             | Kukulcán                 | 14,917      |
| Sur                           | Olmecas de Tabasco           | 1975      | Villahermosa, Tabasco                       | Centenario 27 de Febrero | 8,500       |
| Sur                           | Piratas de Campeche          | 1980      | Campeche, Campeche                          | Venustiano Carranza      | 6,000       |
| Sur                           | Potros de Minatitlán         | 1996      | Minatitlán, Veracruz                        | 18 de marzo de 1938      | 7,500       |

## Posiciones

### Primera Vuelta
| Zona Norte   | Zona Norte | Zona Norte | Zona Norte | Zona Norte | Zona Norte |
| Equipo       | JG         | JP         | PCT        | JV         | PTS        |
| ------------ | ---------- | ---------- | ---------- | ---------- | ---------- |
| Reynosa      | 36         | 23         | .610       | -          | 8          |
| Monterrey    | 36         | 26         | .581       | 1.5        | 7          |
| Monclova     | 33         | 28         | .541       | 4.0        | 6.5        |
| Dos Laredos  | 29         | 31         | .483       | 7.5        | 6          |
| Saltillo     | 25         | 35         | .417       | 11.5       | 5.5        |
| Unión Laguna | 25         | 36         | .410       | 12.0       | 5          |

| Zona Centro    | Zona Centro | Zona Centro | Zona Centro | Zona Centro | Zona Centro |
| Equipo         | JG          | JP          | PCT         | JV          | PTS         |
| -------------- | ----------- | ----------- | ----------- | ----------- | ----------- |
| Tigres         | 42          | 20          | .677        | -           | 8           |
| México         | 39          | 22          | .639        | 2.5         | 7           |
| Poza Rica      | 37          | 24          | .607        | 4.5         | 6.5         |
| Oaxaca         | 24          | 38          | .387        | 18.0        | 6           |
| Aguascalientes | 21          | 40          | .344        | 20.5        | 5.5         |

| Zona Sur     | Zona Sur | Zona Sur | Zona Sur | Zona Sur | Zona Sur |
| Equipo       | JG       | JP       | PCT      | JV       | PTS      |
| ------------ | -------- | -------- | -------- | -------- | -------- |
| Quintana Roo | 33       | 29       | .530     | -        | 8        |
| Yucatán      | 29       | 32       | .475     | 3.5      | 7        |
| Tabasco      | 29       | 33       | .468     | 4.0      | 6.5      |
| Campeche     | 26       | 34       | .433     | 6.0      | 6        |
| Minatitlán   | 24       | 37       | .393     | 8.5      | 5.5      |

### Segunda Vuelta
| Zona Norte   | Zona Norte | Zona Norte | Zona Norte | Zona Norte | Zona Norte |
| Equipo       | JG         | JP         | PCT        | JV         | PTS        |
| ------------ | ---------- | ---------- | ---------- | ---------- | ---------- |
| Monterrey    | 32         | 26         | .552       | -          | 8          |
| Monclova     | 32         | 28         | .533       | 1.0        | 7          |
| Saltillo     | 30         | 29         | .508       | 2.5        | 6.5        |
| Dos Laredos  | 26         | 33         | .441       | 6.5        | 6          |
| Reynosa      | 24         | 34         | .414       | 8.0        | 5.5        |
| Unión Laguna | 23         | 34         | .404       | 8.5        | 5          |

| Zona Centro    | Zona Centro | Zona Centro | Zona Centro | Zona Centro | Zona Centro |
| Equipo         | JG          | JP          | PCT         | JV          | PTS         |
| -------------- | ----------- | ----------- | ----------- | ----------- | ----------- |
| México         | 44          | 16          | .733        | -           | 8           |
| Tigres         | 35          | 20          | .636        | 6.5         | 7           |
| Poza Rica      | 30          | 28          | .517        | 13.0        | 6.5         |
| Oaxaca         | 29          | 31          | .483        | 15.0        | 6           |
| Aguascalientes | 25          | 33          | .431        | 18.0        | 5.5         |

| Zona Sur     | Zona Sur | Zona Sur | Zona Sur | Zona Sur | Zona Sur |
| Equipo       | JG       | JP       | PCT      | JV       | PTS      |
| ------------ | -------- | -------- | -------- | -------- | -------- |
| Tabasco      | 38       | 19       | .660     | -        | 8        |
| Quintana Roo | 28       | 27       | .509     | 9.0      | 7        |
| Yucatán      | 25       | 31       | .439     | 13.0     | 6.5      |
| Campeche     | 20       | 30       | .400     | 14.5     | 6        |
| Minatitlán   | 18       | 40       | .310     | 20.5     | 5.5      |

### Global
| Zona Norte   | Zona Norte | Zona Norte | Zona Norte | Zona Norte | Zona Norte |
| Equipo       | JG         | JP         | PCT        | JV         | PTS        |
| ------------ | ---------- | ---------- | ---------- | ---------- | ---------- |
| Monterrey    | 68         | 52         | .567       | -          | 15         |
| Monclova     | 65         | 56         | .537       | 3.5        | 13.5       |
| Reynosa      | 60         | 57         | .513       | 6.5        | 13.5       |
| Saltillo     | 55         | 64         | .462       | 12.5       | 12         |
| Dos Laredos  | 55         | 64         | .462       | 12.5       | 12         |
| Unión Laguna | 48         | 70         | .407       | 19.0       | 10         |

| Zona Centro    | Zona Centro | Zona Centro | Zona Centro | Zona Centro | Zona Centro |
| Equipo         | JG          | JP          | PCT         | JV          | PTS         |
| -------------- | ----------- | ----------- | ----------- | ----------- | ----------- |
| México         | 83          | 38          | .686        | -           | 15          |
| Tigres         | 77          | 40          | .658        | 4.0         | 15          |
| Poza Rica      | 67          | 52          | .563        | 15.0        | 13          |
| Oaxaca         | 53          | 69          | .434        | 30.5        | 12          |
| Aguascalientes | 46          | 73          | .387        | 36.0        | 11          |

| Zona Sur     | Zona Sur | Zona Sur | Zona Sur | Zona Sur | Zona Sur |
| Equipo       | JG       | JP       | PCT      | JV       | PTS      |
| ------------ | -------- | -------- | -------- | -------- | -------- |
| Tabasco      | 67       | 52       | .563     | -        | 14.5     |
| Quintana Roo | 61       | 56       | .521     | 5.0      | 15       |
| Yucatán      | 54       | 64       | .458     | 12.5     | 13.5     |
| Campeche     | 46       | 64       | .418     | 16.5     | 12       |
| Minatitlán   | 42       | 77       | .353     | 25.0     | 11       |

| Clasificado a los playoffs |

## Juego de Estrellas
El Juego de Estrellas de la LMB se realizó el 2 de junio en el Estadio Monclova de Monclova, Coahuila, casa de los Acereros del Norte. La Zona Sur ganó 4-2 a la Zona Norte. Manuel Cazarín de los Langosteros de Quintana Roo fue elegido el Jugador Más Valioso del partido.

## Postemporada
Calificaron los 2 primeros lugares de cada zona de acuerdo al puntaje y de los 10 equipos restantes, calificaron los 2 mejores en porcentaje. Se enfrentaron los siguientes equipos:
|  | Primer Play Off | Primer Play Off | Primer Play Off |         |              | Segundo Play Off | Segundo Play Off | Segundo Play Off |  |        | Final  | Final | Final |  |
|  |                 |                 |                 |         |              |                  |                  |                  |  |        |        |       |       |  |
|  |                 |                 |                 |         |              |                  |                  |                  |  |        |        |       |       |  |
|  | Quintana Roo    | Quintana Roo    | 4               |         |              |                  |                  |                  |  |        |        |       |       |  |
|  | Quintana Roo    | Quintana Roo    | 4               |         |              |                  |                  |                  |  |        |        |       |       |  |
|  | Monterrey       | Monterrey       | 2               |         |              |                  |                  |                  |  |        |        |       |       |  |
|  | Monterrey       | Monterrey       | 2               |         | Quintana Roo | Quintana Roo     | 2                |                  |  |        |        |       |       |  |
|  |                 |                 |                 |         | Quintana Roo | Quintana Roo     | 2                |                  |  |        |        |       |       |  |
|  |                 |                 | México          | México  | 4            |                  |                  |                  |  |        |        |       |       |  |
|  | Reynosa         | Reynosa         | México          | México  | 4            | 0                |                  |                  |  |        |        |       |       |  |
|  | Reynosa         | Reynosa         |                 |         |              |                  |                  |                  |  |        |        |       |       |  |
|  | México          | México          | 4               |         |              |                  |                  |                  |  |        |        |       |       |  |
|  | México          | México          | 4               |         |              |                  |                  |                  |  | México | México | 1     |       |  |
|  |                 |                 |                 |         |              |                  |                  |                  |  | México | México | 1     |       |  |
|  |                 |                 | Tigres          | Tigres  | 4            |                  |                  |                  |  |        |        |       |       |  |
|  | Poza Rica       | Poza Rica       | Tigres          | Tigres  | 4            | 0                |                  |                  |  |        |        |       |       |  |
|  | Poza Rica       | Poza Rica       |                 |         |              |                  |                  |                  |  |        |        |       |       |  |
|  | Tigres          | Tigres          | 4               |         |              |                  |                  |                  |  |        |        |       |       |  |
|  | Tigres          | Tigres          | 4               |         | Tigres       | Tigres           | 4                |                  |  |        |        |       |       |  |
|  |                 |                 |                 |         | Tigres       | Tigres           | 4                |                  |  |        |        |       |       |  |
|  |                 |                 | Tabasco         | Tabasco | 1            |                  |                  |                  |  |        |        |       |       |  |
|  | Monclova        | Monclova        | Tabasco         | Tabasco | 1            | 0                |                  |                  |  |        |        |       |       |  |
|  | Monclova        | Monclova        |                 |         |              |                  |                  |                  |  |        |        |       |       |  |
|  | Tabasco         | Tabasco         | 4               |         |              |                  |                  |                  |  |        |        |       |       |  |
|  | Tabasco         | Tabasco         | 4               |         |              |                  |                  |                  |  |        |        |       |       |  |
|  |                 |                 |                 |         |              |                  |                  |                  |  |        |        |       |       |  |

## Designaciones
Erubiel Durazo de los Sultanes de Monterrey fue nombrado el Novato del Año.

## Acontecimientos relevantes
- 24 de marzo: Rob Mattson (Aguascalientes) lanza juego hit ni carrera de 9 entradas, en la victoria de su equipo 2-0 ante Poza Rica.[2]
- 20 de abril: Héctor Fajardo (Monclova) lanza juego sin hit ni carrera de 7 entradas, en la victoria de su equipo 3-0 ante Unión Laguna.
- 22 de abril: Iván Montalvo (Tigres) empata el récord de conectar 11 hits consecutivos.